# Шамелов, Туякберди Кажигерейулы
Туякберди Кажигерейулы Шамелов (каз. Тұяқберді Қажыгерейұлы Шәмелов; 6 сентября 1951, Жангалинский район, Западно-Казахстанская область, КазССР, СССР — 1 октября 2012, Уральск, Казахстан) — советский и казахский композитор, домбрист, кюйши, музыкальный педагог, профессор. Народный артист Казахстана (1998). Автор нескольких кюев и песен.

## Биография
Родился 6 сентября 1951 года в Жангалинском районе Западно-Казахстанской области.
В 1978 году окончил Алма-Атинское музыкальное училище, в 1983 году Алма-Атинскую государственную консерваторию (класс народного артиста Казахской ССР Кали Жантлеуова).
С 1970 года работал кюйши-домбристом в составе Казахского академического оркестра народных инструментов. Исполнял произведения выдающихся музыкантов казахской степи Абыла, Даулеткерея, Дины, Курмангазы, Сейтека, Таттимбета. Автор нескольких кюев и песен.
С 1980 года — солист, главный концертмейстер, художественный руководитель Казахского государственного академического оркестра народных инструментов имени Курмангазы.
Был на гастролях за рубежом (в Афганистане, Италии, Корее, Китае, Португалии и т. д.).

## Награды и звания
- Заслуженный артист Казахской ССР;
- Народный артист Казахстана (1998);[3]
- Орден «Курмет» (2006);[4]
- Благодарственное письмо Первого Президента Республики Казахстан;
- Награждён юбилейными и правительственными медалями Республики Казахстан;
- Звания «Почётный гражданин Жангалинского района Западно-Казахстанской области»;